# Gemalto
Gemalto (Euronext: GTO) es un proveedor de tarjetas inteligentes y otros productos de seguridad digital, con unos ingresos anuales de 2 200 millones de dólares, operaciones en 120 países y 11.000 empleados, incluyendo 1.500 ingenieros I+D. Gemalto fue fundada en junio del 2006, mediante la fusión de Axalto y Gemplus International SA. El 2 de abril de 2019 comenzó a formar parte de Thales Group. 